# Carex annectens
Espèce
Classification phylogénétique
Carex annectens, le carex à gaine tronquée, est une espèce de plantes du genre Carex et de la famille des Cyperaceae.